# Nebahat Albayrak
Nebahat Albayrak (Şarkışla (Turkije), 10 april 1968) is een Turks-Nederlandse bestuurder en voormalig PvdA-politica. Sinds 31 maart 2023 heeft ze een bestuursfunctie bij het Finse energiebedrijf Fortum.

## Biografie
Nebahat Albayrak werd geboren als vijfde kind in een gastarbeidersgezin. Haar vader werkte op dat moment in Rotterdam als steigerbouwer, de rest van het gezin woonde nog in Turkije. In juli 1970 verhuisde Albayrak naar Nederland, waar ze opgroeide. Ze volgde de havo en later het atheneum, voordat ze internationaal en Europees recht aan de Rijksuniversiteit Leiden ging studeren. Ook volgde ze een opleiding in Parijs en Ankara. Voor ze in de Tweede Kamer kwam, was Albayrak medewerker bij het Landelijk Bureau Racismebestrijding in 1990 en beleidsmedewerker bij het ministerie van Binnenlandse Zaken van december 1993 tot mei 1998.

Albayrak omschrijft zichzelf als "seculiere moslim". Nebahat Albayrak is een jongere zus van Neza Albayrak en nicht van Nurten Albayrak.

## Politieke carrière

### Tweede Kamer
Door Jacques Wallage werd Nebahat Albayrak in 1997 gescout als politiek talent. Anderhalf jaar later werd ze gekozen tot lid van de Tweede Kamer namens de Partij van de Arbeid. Hoewel sommige sceptici dachten, dat Albayrak als allochtone vrouw door de PvdA vooral gebruikt was als een stemmentrekker, maakte ze snel indruk. Aanvankelijk hield ze zich in de Tweede Kamer bezig met asielbeleid. Albayrak moest enige tijd beveiligd worden nadat ze, na haar uitspraak dat Noord-Irak veilig genoeg was om naar terug te keren, met de dood bedreigd was door enkele vluchtelingen. In 2005 was ze woordvoerder civiel en internationaal recht en voorzitter van de vaste Kamercommissie voor defensie. Ze werd in 2002 genoemd als toekomstig minister of staatssecretaris, maar haar partij bleef buiten de regering.
Albayrak kwam gelijktijdig met Wouter Bos in de Tweede Kamer. Deze zei in 2006 over haar dat ze samen hadden afgesproken zich nooit bezig te houden met politiek als 'wespennest of slangenkuil'.
Bij de Tweede Kamerverkiezingen van 2006 kreeg Nebahat Albayrak een tweede plaats op de kandidatenlijst van de PvdA, achter lijsttrekker Wouter Bos. In de campagne van deze verkiezingen kreeg zij het verwijt, dat zij zich als Turkse niet krachtig genoeg uitsprak over de Armeense Genocide. Zij ontkende niet dat tussen 1915 en 1917 vele Armeense slachtoffers zijn gevallen en stelt dat het terecht is als gesproken wordt over genocide, maar of het aan de volkenrechtelijke definitie voldoet, wil zij overlaten aan juristen en historici. Om het als genocide aan te merken, moet bewezen worden, dat een volkerenmoord doelbewust is opgezet en uitgevoerd om een bevolkingsgroep uit te moorden. "Dat bewijs is formeel nooit geleverd in de Armeense 'kwestie'", meent Albayrak.

### Staatssecretaris
Op 22 februari 2007 trad Albayrak toe tot het kabinet-Balkenende IV als staatssecretaris van Justitie. In deze kabinetsperiode viel het integratiebeleid onder deze functie. Albayrak voerde een minder streng beleid dan haar voorgangers in deze functie; het aantal migranten naar Nederland steeg in 2007 naar 118.000 en in 2008 naar 141.000, dit was een recordaantal. Zij vervulde deze post tot de val van dat kabinet in februari 2010.
De dubbele nationaliteit van Albayrak (naast de Nederlandse heeft zij de Turkse nationaliteit), leidde al voor haar beëdiging tot Kamervragen van de PVV. Dezelfde partij kondigde aan tijdens het debat om de regeringsverklaring met een motie van wantrouwen te komen tegen Albayrak en haar collega Aboutaleb. Staatsrechtelijk is dit een novum: nog niet eerder is een motie van wantrouwen ingediend tegen een bewindspersoon nog voordat zij een debat met de Tweede Kamer had gevoerd.
In mei 2009 besloot Albayrak om acht gevangenissen te sluiten. Volgens haar was dit noodzakelijk wegens een dalende criminaliteit in het algemeen en de zwaardere criminaliteit in het bijzonder.

### Tweede Kamerlid

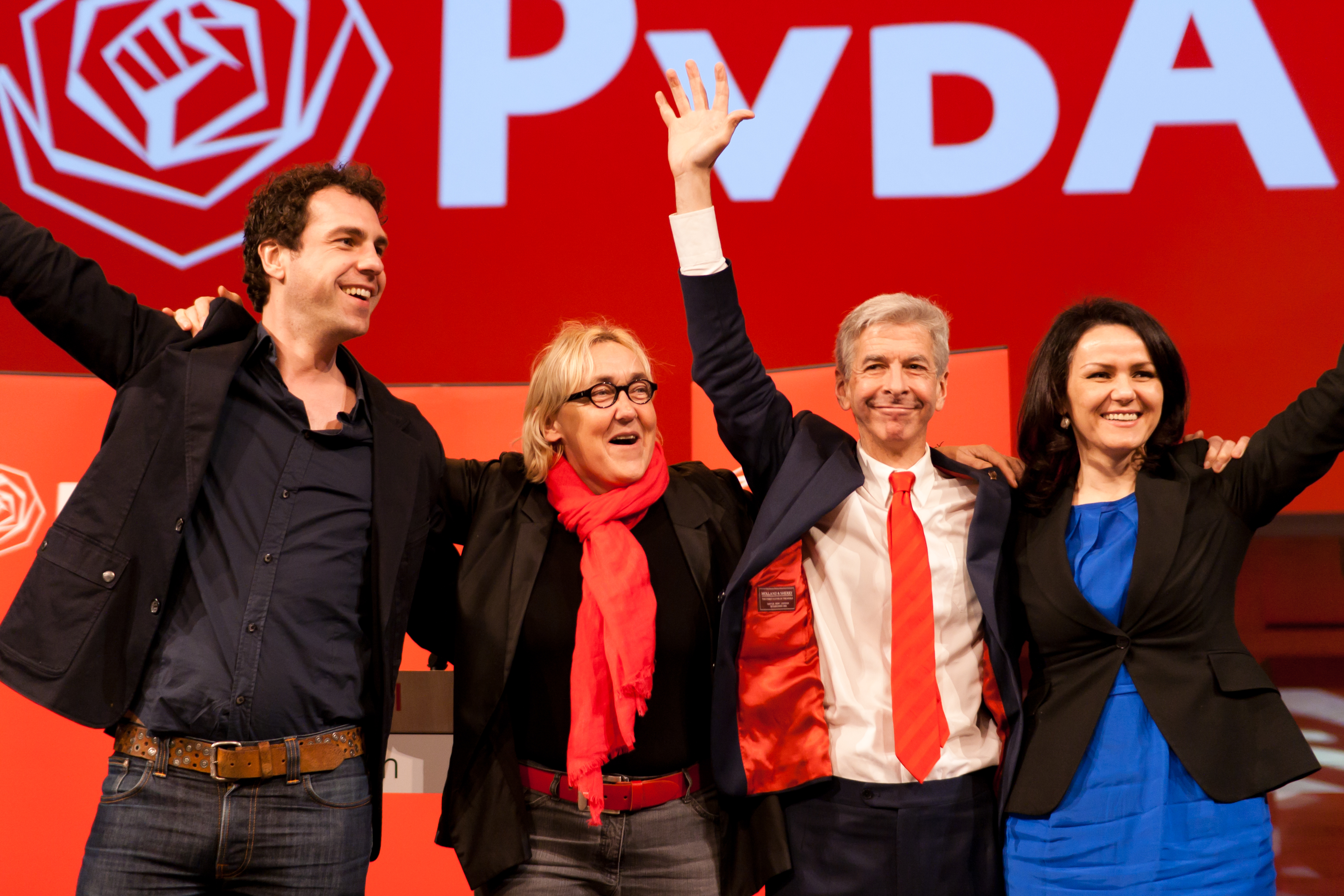
Albayrak rechts met de andere drie kandidaten die niet het partijleiderschap wonnen

Op 12 mei 2010 werd Albayrak benoemd tot lid van de Tweede Kamer, ter invulling van de vacature die was ontstaan door de ontslagname van Staf Depla, die tot wethouder van Eindhoven was benoemd.
Bij de Tweede Kamerverkiezingen op 9 juni 2010 stond Albayrak wederom op de tweede plaats op de kandidatenlijst van de PvdA, achter lijsttrekker Cohen. Zij behaalde toen 129.000 voorkeurstemmen.
Van 12 april 2011 tot 1 augustus 2011 werd haar lidmaatschap van de Tweede Kamer onderbroken vanwege zwangerschaps- en bevallingsverlof. Zij werd in deze periode vervangen door Myrthe Hilkens. Op 25 februari 2012 stelde ze zich kandidaat voor de ledenraadpleging voor het fractievoorzitterschap en partijleiderschap, na het vertrek van Job Cohen enkele dagen eerder. Zij werd met 8,2% van de stemmen derde van de vijf kandidaten. Diederik Samsom won.
Op 3 mei 2012 gaf Albayrak te kennen dat zij de politiek wil verlaten. Om die reden was zij niet herkiesbaar bij de Tweede Kamerverkiezingen 2012. Op 20 september 2012 nam zij officieel afscheid als parlementslid.

## Verdere loopbaan
Van 5 november 2012 tot 1 juni 2019 was Albayrak in dienst van Royal Dutch Shell. Vanaf 2016 was ze daar vice-president External Relations, Global Integrated Gas and New Energies. Sinds 1 juni 2021 werkt Albayrak bij het Finse energiebedrijf Fortum. Per 31 maart 2023 is ze daar executive vice president, sustainability and corporate relations.
Albayrak is sinds maart 2022 commissaris bij het Deense kabelbedrijf NKT.
In het verleden was ze commissaris bij de Nederlandse Spoorwegen (juni 2019 - augustus 2023) en Unilever (maart 2016 tot augustus 2021).
Ook was ze vice-voorzitter van Fonds 21 (tot 1 juni 2022). In 2014 werd ze voorzitter van The Hague Process on Refugees and Migration.

## Onderscheidingen
- Ridder in het Legioen van Eer, 14 oktober 2009
- Ridder in de Orde van Oranje-Nassau, 17 maart 2010